# ویلیام یوری
ویلیام یوری (به انگلیسی: William Ury) انسان‌شناس، نویسنده، دانش پژوه و کارشناس مذاکره اهل آمریکا است. او از بنیانگذاران برنامه هاروارد در مورد مذاکره بود. علاوه بر این، او به تأسیس شبکهٔ مذاکرهٔ بین‌المللی با رئیس‌جمهور سابق جیمی کارتر کمک شایانی کرد. یوری یکی از نویسندگان کتاب اصول و فنون مذاکره به همراه راجر فیشر است که روش مذاکره اصولی را ارائه می‌کند و برای رسیدن به جواب بله طراحی شده‌است. همچنین ایده بهترین جایگزین برای توافق مذاکره شده (BATNA) را در نظریه مذاکره به وجود آورد.

## سابقه
ویلیام یوری از دبیرستان روزه و آکادمی فیلیپس در سال ۱۹۷۰ فارغ‌التحصیل شد و وارد دانشگاه شد. یوری در دانشگاه، انسان‌شناسی، مطالعات کلاسیک و زبان‌شناسی خواند. او مدرک کارشناسی خود را از دانشگاه ییل و مدرک دکترای خود را در رشتهٔ انسان‌شناسی اجتماعی از هاروارد دریافت کرد. در سال ۱۹۷۹ او پروژه مذاکره هاروارد را که در حال حاضر یکی از اعضای برجسته آن می‌باشد، تأسیس کرد. در سال ۱۹۸۱، یوری به تأسیس برنامه مذاکره در دانشکده حقوق هاروارد کمک شایانی کرد.

## کتاب‌ها
یوری با همکاری راجر فیشر کتاب اصول و فنون مذاکره را به عنوان راهنمای مذاکره کنندگان بین‌المللی نوشت. این کتاب اولین بار در سال ۱۹۸۱ انتشار یافت، سپس در نسخه دوم در سال ۱۹۹۱ بروس پاتون نیز به عنوان نویسنده مشارکت کننده در این اثر همکاری داشت. نسخه سوم در سال ۲۰۱۲ منتشر شد
دیگر کتاب‌های نوشته شده توسط یوری عبارتند از:
- فراتر از خط تلفن: چگونه کنترل بحران می‌تواند از جنگ هسته ای جلوگیری کند (۱۹۸۵) (ویرایش شده توسط مارتین لینسکی)[۱۰]
- حل اختلافات: طراحی سیستم‌هایی برای کاهش هزینه‌های تعارض و اختلاف (۱۹۸۸) (با کمک جین ام برت و استفان بی گلدبرگ)
- غلبه کردن به نَه: مذاکره با افراد دشوار (۱۹۹۳)
- دستیابی به صلح: تبدیل تعارض در خانه، محل کار و جهان به صلح (۱۹۹۹)، منتشر شده در جلد شومیز با عنوان طرف سوم: چرا ما می‌جنگیم و چگونه می‌توانیم متوقف شویم (۲۰۰۰)
- باید بجنگیم؟ : از میدان نبرد تا حیاط مدرسه، دیدگاهی جدید در مورد درگیری خشونت‌آمیز و پیشگیری از آن (2002)[۱۱]
- قدرت یک نه مثبت: چگونه نه بگوییم و همچنان به بله برسیم (2007)[۱۲][۱۳]
- رسیدن به آری با خود (و سایر مخالفان شایسته) (۲۰۱۵)

## کارهای بین‌المللی او
یوری به عنوان مشاور مذاکره و میانجیگری در درگیری‌ها و حل اختلافات در منطقه خاورمیانه، بالکان، اتحاد جماهیر شوروی سابق، اندونزی، یوگسلاوی، چچن و ونزوئلا در مقابل سایر کشورها فعالیت کرده‌است.
یوری پروژه مذاکرات هسته‌ای هاروارد را تأسیس کرد و به‌عنوان مدیریت آن فعالیت داشته‌است. در سال ۱۹۸۲، آژانس کنترل تسلیحات و خلع سلاح ایالات‌متحده از پروژه مذاکره هاروارد درخواست کرد تا گزارشی را تهیه کند و در آن درک خود را از ارتباطات انسانی در موضوع مهار ابرقدرت‌ها به‌کار گیرد تا خطر جنگی که بر اثر تصادف، تروریسم، اشتباهات و برداشت‌های نادرست و تشدید بحران‌های غیرقابل‌کنترل آغاز شده‌است، کاهش یابد. یوری به همراه ریچارد اسموک با متخصصان و مقامات دولتی ایالات‌متحده آمریکا و شوروی مصاحبه کرد و این گزارش را در سال ۱۹۸۴ برای دولت منتشر کرد. این گزارش اساس کتاب یوری فراتر از خط تلفن بود. در طول این مدت، او همچنین به‌عنوان مشاور مرکز مدیریت بحران در کاخ سفید فعالیت کرد و برای ایجاد مراکز کاهش خطر هسته‌ای در واشینگتن و مسکو کار کرد که موضوع اوّلین توافقنامه کنترل تسلیحاتی بود که توسط رئیس‌جمهور رونالد ریگان و دبیرکل میخائیل گورباچف امضا گردید.
یوری به همراه جیمی کارتر، رئیس‌جمهور سابق ایالات متحده آمریکا، شبکه بین‌المللی مذاکره را تأسیس کرد که برای پایان دادن به جنگ‌های داخلی در سراسر جهان کار می‌کرد. شبکه بین‌المللی مذاکره توسط شورایی که شامل کارتر و دزموند توتو بود رهبری می‌شد. دیگر افراد برجسته درگیر با شبکه عبارتند از خاویر پرز د کوئلار، سانی رامفال و سر برایان اورکوهارت.
یوری مذاکره را به مدیران شرکت‌های بین‌المللی و رهبران کارگری آموزش می‌دهد تا به توافقات سودآور با مشتریان، تأمین کنندگان، اتحادیه‌ها و شرکای سرمایه‌گذاری مشترک دست یابند.
در سال ۲۰۰۱، یوری با همکاری نیکلاس دانلوپ، E-Parliament را تأسیس کرد. نیکلاس دانلوپ یکی از بنیانگذاران و دبیرکل پارلمان آب و هوا و عضو مؤسس شورای آینده جهانی است. این وب‌سایت به‌عنوان یک انجمن جهانی برای مقامات منتخب بین‌المللی برای کار بر روی موضوعات مورد علاقه مشترک عمل می‌کند. پارلمان الکترونیکی یا همان E-Parliament، پارلمان آب و هوا را به وجود آورد که هزاران نفر از مقامات منتخب از ۵۰ کشور مختلف را برای همکاری غیررسمی در مورد انرژی‌های تجدیدپذیر و آب و هوا به یکدیگر پیوند می‌دهد.

### مسیر آبراهام
در سال ۲۰۰۷، یوری ابتکاری به خرج داد. او مسیر آبراهام را تأسیس کرد، یک مسیر پیاده‌روی طولانی در سراسر خاورمیانه که مکان‌های بازدید شده توسط ابراهیم را همان‌طور که در متون مذهبی و سنت‌های باستانی ثبت شده‌است، به هم متصل می‌کند. نوآوری و ابتکار مسیر آبراهام در پروژه مذاکرهٔ هاروارد آغاز شد و توسّط سازمان جهانی گردشگری سازمان ملل متّحد، اتّحاد تمدن‌های سازمان ملل متّحد و سایر شرکای بین‌المللی تأیید شده‌است. هدف این ابتکار غیرانتفاعی، غیر مذهبی و غیرسیاسی حمایت از شرکای محلی در توسعه راه ابراهیم به شرح زیر است:در ماه آوریل سال ۲۰۱۴، مسیر آبراهام در مجلّه بریتانیایی National Geographic Traveler به‌عنوان شماره یک در فهرست بهترین ده مسیر پیاده‌روی در جهان قرار گرفت.

## جوایز
یوری موفق شد جایزهٔ ویتنی نورث سیمور از انجمن آمریکایی حکمیت را دریافت کند. او همچنین مدال خدمات ممتاز را از پارلمان روسیه به خاطر فعّالیت‌هایش در زمینهٔ حل و فصل درگیری‌های قومی دریافت کرد. او در سال ۲۰۱۲ جایزهٔ صلح‌سازان را از Mediators Beyond Borders گرفت. در ۱۱ مارس سال ۲۰۲۲، یوری جایزه بین‌المللی مدافع صلح را از مجلّه Cardozo Journal of Conflict Resolution - مجلّه حقوقی برجسته داوری، مذاکره، میانجیگری، حل و فصل و عدالت ترمیمی کشور - به عنوان بخشی از سمپوزیوم سالانه ملنیک دریافت کرد.